# ムハンマド・アル＝オワイス
ムハンマド・アル＝オワイス（アラビア語: محمد العويس、Mohammed Al-Owais、1991年10月10日-）はサウジアラビア・アハサー出身のサッカー選手。ポジションはゴールキーパー。アル・ヒラル所属。サウジアラビア代表。

## 経歴
2017年7月18日、サウジ・プロフェッショナルリーグのアル・アハリ・ジッダに移籍した。立ち位置としてはヤーセル・アル＝モサイレムのバックアッパーとなる。
2020年11月以降はモサイレムからポジションを奪取し、レギュラーとして活躍している。
2022年1月12日、アジア王者アル・ヒラルへ完全移籍することが発表された。同年2月12日、FIFAクラブワールドカップ2022・3位決定戦アル・アハリ戦で加入後初出場を果たした。しかしチームは4失点を喫して敗れ、自身も厳しいデビューとなった。その後も正GKであり、かつての代表の同僚であるアブドゥラー・アル＝マイウフからポジションを奪取することに苦戦し、同シーズンはマイウフの控えに留まった。
2023シーズンは、ヤシン・ブヌの加入により完全に控えに降格。現役サウジアラビア代表の正GKでありながら試合に出場できない状況に遭い、代表からも外れる事態に陥った。

### 代表
2015年9月に2018 FIFAワールドカップ・アジア予選の東ティモール代表戦でA代表に初召集された。2016年11月15日の同予選日本代表戦で代表初キャップを刻むが、チームは1-2で敗れた。
2018年6月4日、2018 FIFAワールドカップの本大会メンバーに選出された。本大会第1節のロシア戦での出番はなかったが、ロシア戦に先発出場していたアブドゥラー・アル＝マイウフが5失点を喫したため、第2節ウルグアイ戦で先発に抜擢された。しかしチームは23分にルイス・スアレスにゴールを奪われ敗れた。W杯終了後は完全に正GKに定着し、AFCアジアカップ2019ではレギュラーとして出場した。
2022 FIFAワールドカップでは、レギュラーとして初戦アルゼンチン戦に先発出場。好セーブを連発し、チームの大金星に大きく貢献した。
AFCアジアカップ2023は、怪我の影響でメンバーから外れた。

## 代表歴

### 出場大会
- サウジアラビア代表
  - 2018 FIFAワールドカップ
  - 2022 FIFAワールドカップ

### 試合数
- 国際Aマッチ 52試合 0得点（2013年-）[6]

| サウジアラビア代表 | 国際Aマッチ | 国際Aマッチ |
| 年                 | 出場        | 得点        |
| ------------------ | ----------- | ----------- |
| 2013               | 2           | 0           |
| 2014               | 0           | 0           |
| 2015               | 0           | 0           |
| 2016               | 1           | 0           |
| 2017               | 2           | 0           |
| 2018               | 9           | 0           |
| 2019               | 7           | 0           |
| 2020               | 0           | 0           |
| 2021               | 9           | 0           |
| 2022               | 15          | 0           |
| 2023               | 7           | 0           |
| 2024               |             |             |
| 通算               | 52          | 0           |